# Seppo Pyykkö
Seppo Pyykkö, födda 24 december 1955 i Uleåborg, är en finländsk före detta fotbollsspelare. Under karriären spelade han för OPS, Houston Summit, Bayer Uerdingen och OTP. Han gjorde även 30 landskamper för Finlands landslag.
1979 blev Pyykkö utsedd till årets spelare i Finland.

## Meriter
OPS
- Tipsligan: 1979